# 제네시스 (기업)
제네시스 (Genesys)는 중견기업과 대기업에 고객 경험과 컨택 센터와 관련된 기술을 판매하는 회사이며 클라우드 기반 및on-premises소프트웨어를 모두 제공한다. Genesys는 캘리포니아 델리 시티에 본사를 두고 있으며, 캐나다, 라틴 아메리카, 유럽, 중동, 아프리카, 아시아에 지사를 두고 있다. 1990년에 설립되었고 가장 최근, 2012년 2월에 Permira Funds와 Technology Crossing Ventures에 인수되었다.
2007년부터 Paul Segre가 회사를 이끌고 있으며, 2014년 기준으로, 7억4천만 달러의 연간 매출을 올렸다. 2019년부터 Tony Bates가 회사를 이끌고 있다.

## 이력

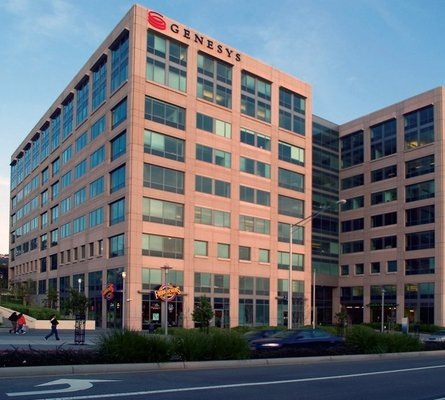

Genesys는 1990년 10월 Gregory Shenkman와 Alec Miloslavsky의해 설립되었다. 회사는 창립 자금으로 설립자의 가족으로부터 15만 달러의 대출을 받는 형태로 출발했다. 회사는 1997년 6월 기업 공개 (IPO)를 완료하고 종목 기호 GCTI로 나스닥 증권 거래소에 상장되었다. Genesys는 그 해 12 월에 (주)포르테 소프트웨어(나중에Adante로 재명명), 전자 메일 관리 소프트웨어 개발 업체를 인수했다. 이 회사는 또한 1999년 6월 인력 관리 소프트웨어 개발 업체인Next Age Technologies를 인수했다. Alcatel-Lucent는 (다음 Alcatel) 1999년 말 15 억 달러에Genesys를 인수했다. Genesys는 2001년에 IBM의 CallPath 컴퓨터 전화 통합 (CTI) 자산을 매입했다.
회사는 2002년 캘리포니아에 기반을 둔 Telera 사 Campbell의 인수로 자사의 포트폴리오에 음성 포털 및 대화형 음성응답(IVR) 시스템을 추가했다. 또한 2006년 GMK 및 VoiceGenie의 인수로 자사의 IVR 시스템을 확장했다.
Paul Segre는 2007년 10월Genesys의 최고 경영자 (CEO)로써Wes Hayden의 뒤를 이었다. 그는 취임 전 가장 최근에 회사의 최고 운영 책임자 (COO)를 역임했다. 취임 2달 후, 2007년 12월 Genesys는 고객 서비스 운영을 위한 성능 관리 소프트웨어 개발 업체 Informiam를 인수했다. Genesys는 2008년 Conseros와 SDE Software Development Engineering 2개의 기업을 매입했다. Conseros은 대량 작업 항목 관리 소프트웨어를 개발하고 SDE는 호스팅 관리 소프트웨어를 만들었다.
Permira와 Technology Crossover Ventures는 2012년 2월 15 억 달러에 Alcatel-Lucent 로부터 Genesys를 인수했다. Genesys는 그 해 이후 IVP 시스템의 브라질 개발회사 LM Sistema를 인수했다. 2013년 Genesys는 5개 기업을 인수했다. 1월, 회사는 음성 분석 및 인력 최적화 업체인 Utopy를 인수했다. 1달 후, 클라우드 기반의 IVR 및 컨택 센터 소프트웨어 개발사인 Angel을 매입했다. 2013년 5월, 1백만달러에 클라우드 기반의 수집 및 결제, 모바일 마케팅, 고객 서비스 소프트웨어를 생산을 하는Soundbite Communications를 추가 매입했다. Genesys는 그 해 10 월에, 클라우드 기반의 컨택 센터 소프트웨어 개발사 Echopass를 인수했다. 마지막으로, 12 월, 워크포스 최적화 솔루션 공급 업체인 Voran Technologia의 인수로 브라질과 라틴 아메리카 시장을 더욱 확장하였다. 2014년 1월, Genesys는 클라우드 기반의 멀티 채널 고객 커뮤니케이션 및 상호 작용 소프트웨어의 캐나다 회사 공급자인Ventriloquist Voice Solutions를 인수했다. Ventriloquist는 이전Genesys의 파트너였다. 또한 같은 달, 소셜 고객 관리 및 분석 플랫폼인 Solariat를 추가 인수했다.
2014년 5월, Genesys는 자동화 된 메시징 통신 회사인OVM Solutions를 인수했다.